# BMW Sauber F1.08
Der BMW Sauber F1.08 ist der dritte und somit vorletzte Formel-1-Rennwagen von BMW Sauber F1. Der von Willy Rampf konstruierte Monoposto nahm an allen 18 Rennen der Formel-1-Weltmeisterschaft 2008 teil und wurde vom Deutschen Nick Heidfeld sowie dem Polen Robert Kubica pilotiert.
Nach einem gelungenen Saison-Start, mit drei Podestplätzen und einer Pole-Position aus den ersten drei Rennen, konnte das Team im 7. WM-Lauf einen historischen Doppelsieg feiern: Robert Kubica gewann den Großen Preis von Kanada vor seinem Teamkollegen Nick Heidfeld. Es war der erste und auch einzige Grand-Prix-Sieg des BMW Sauber F1 Teams, das mit 135 Punkten den dritten Rang in der 2008er Konstrukteurswertung belegte.

## Lackierung und Sponsoring
Der F1.08 ist überwiegend in Weiß und Blau lackiert. Es werben Bridgestone, Credit Suisse, Dell, Intel, Petronas und T-Systems auf dem Fahrzeug.

## Ergebnisse
| Fahrer               | Nr.                  | 1   | 2 | 3 | 4 | 5 | 6  | 7 | 8  | 9   | 10 | 11 | 12 | 13 | 14 | 15 | 16 | 17 | 18 | Punkte | Rang |
| -------------------- | -------------------- | --- | - | - | - | - | -- | - | -- | --- | -- | -- | -- | -- | -- | -- | -- | -- | -- | ------ | ---- |
| Formel-1-Saison 2008 | Formel-1-Saison 2008 |     |   |   |   |   |    |   |    |     |    |    |    |    |    |    |    |    |    | 135    | 3.   |
| N. Heidfeld          | 03                   | 2   | 6 | 4 | 9 | 5 | 14 | 2 | 13 | 2   | 4  | 10 | 9  | 2  | 5  | 6  | 9  | 5  | 10 | 135    | 3.   |
| R. Kubica            | 04                   | DNF | 2 | 3 | 4 | 4 | 2  | 1 | 5  | DNF | 7  | 8  | 3  | 6  | 3  | 11 | 2  | 6  | 11 | 135    | 3.   |

| Legende  | Legende            | Legende                                                          |
| Farbe    | Abkürzung          | Bedeutung                                                        |
| -------- | ------------------ | ---------------------------------------------------------------- |
| Gold     | –                  | Sieg                                                             |
| Silber   | –                  | 2. Platz                                                         |
| Bronze   | –                  | 3. Platz                                                         |
| Grün     | –                  | Platzierung in den Punkten                                       |
| Blau     | –                  | Klassifiziert außerhalb der Punkteränge                          |
| Violett  | DNF                | Rennen nicht beendet (did not finish)                            |
| Violett  | NC                 | nicht klassifiziert (not classified)                             |
| Rot      | DNQ                | nicht qualifiziert (did not qualify)                             |
| Rot      | DNPQ               | in Vorqualifikation gescheitert (did not pre-qualify)            |
| Schwarz  | DSQ                | disqualifiziert (disqualified)                                   |
| Weiß     | DNS                | nicht am Start (did not start)                                   |
| Weiß     | WD                 | zurückgezogen (withdrawn)                                        |
| Hellblau | PO                 | nur am Training teilgenommen (practiced only)                    |
| Hellblau | TD                 | Freitags-Testfahrer (test driver)                                |
| ohne     | DNP                | nicht am Training teilgenommen (did not practice)                |
| ohne     | INJ                | verletzt oder krank (injured)                                    |
| ohne     | EX                 | ausgeschlossen (excluded)                                        |
| ohne     | DNA                | nicht erschienen (did not arrive)                                |
| ohne     | C                  | Rennen abgesagt (cancelled)                                      |
| ohne     | keine WM-Teilnahme |                                                                  |
| sonstige | P/fett             | Pole-Position                                                    |
| sonstige | 1/2/3/4/5/6/7/8    | Punktplatzierung im Sprint-/Qualifikationsrennen                 |
| sonstige | SR/kursiv          | Schnellste Rennrunde                                             |
| sonstige | *                  | nicht im Ziel, aufgrund der zurückgelegten Distanz aber gewertet |
| sonstige | ()                 | Streichresultate                                                 |
| sonstige | unterstrichen      | Führender in der Gesamtwertung                                   |